# Bezavina
Bezavina is een plaats in de gemeente Veliko Trgovišće in de Kroatische provincie Krapina-Zagorje. De plaats telt 136 inwoners (2001).